# تيد وليامز (لاعب كرة قدم أمريكية)
تيد وليامز (بالإنجليزية: Ted Williams)‏ هو لاعب كرة قدم أمريكية أمريكي، ولد في 3 يونيو 1916 في Bay Bulls, Newfoundland and Labrador ‏ في كندا، وتوفي في 3 أكتوبر 1993.